# Carcinoma secretório
O carcinoma secretório é uma neoplasia maligna (câncer) de glândulas salivares semelhante em morfologia, imuno-histoquímica e comportamento ao carcinoma secretório de mama.

## Sinais e sintomas
O carcinoma secretório normalmente se apresenta como uma massa indolor de crescimento lento, em média de pelo menos 1 ano antes do diagnóstico: ao diagnóstico, tende a ser de tamanho pequeno (T1 ou T2).

## Aspectos radiográficos e histológicos
Radiograficamente, suas características são inespecíficas, mas normalmente é um tumor que possui um componente cístico.
Histologicamente, é caracterizado por possuir células tumorais eosinofílicas ou de citoplasma vacuolado, com núcleo arredondado com nucléolo pequeno bem destacado. Essas células produzem uma secreção intraluminal pálida eosinofílica, semelhante ao coloide da tireoide, e que são positivas para a coloração PAS. A arquitetura tumoral pode ser sólida, tubular, folicular, papilar cística, microcística ou macrocística. Ocasionalmente se observa invasão linfovascular e perineural.
A transformação em alto grau é observada em uma parcela pequena de casos, com padrão arquitetural sólido ou trabecular, margens infiltrativas, reação estromal desmoplásica, necrose, pleomorfismo nuclear, aumento do índice mitótico, perda da atividade secretória e invasão perineural; mesmo nos casos de alto grau, uma parte do tumor permanece distintamente de baixo grau (convencional).

## Causas
A sua etiologia ainda é desconhecida, mas o carcinoma secretório é caracterizado pelo rearranjo do gene ETV6: normalmente se observa translocação t(12;15)(p13;q24), resultando na fusão de ETV6 no cromossomo 12 e NTRK3 no cromossomo 15. Outras fusões conhecidas são ETV6-RET e ETV6-MET.
Outros genes além do ETV6 reportados como relacionados ao carcinoma secretório são VIM-RET e CTNNA1-ALK.

## Epidemiologia
O carcinoma secretório é raro, e a maior parte dos casos afeta glândulas salivares maiores como a parótida (76% dos casos), glândulas salivares menores e a glândula submandibular. Porém, pode afetar em casos mais raros a cavidade nasal, pele, tireoide, pulmão, vulva e glândulas lacrimais.
Afeta predominantemente adultos, com média de idade ao diagnóstico de 50 anos, e com ligeira predileção por homens (1,4:1).

## Diagnóstico
O diagnóstico é realizado através de um conjunto de exames de imagem (ultrassonografia, tomografia computadorizada e ressonância magnética) e o exame anatomopatológico.
A imuno-histoquímica pode auxiliar no diagnóstico: o carcinoma secretório é positivo para CK7, GATA3, S100, SOX10, MUC4, mamaglobina, e pan-TRK.
O diagnóstico diferencial inclui:
- Carcinoma de células acinares;
- Carcinoma intraductal;
- Adenocarcinoma polimórfico;
- Carcinoma mucoepidermoide.

## Prognóstico e tratamento
O prognóstico tende a ser favorável: o carcinoma secretório normalmente é um tumor de baixo grau e comportamento indolente, com transformação em alto grau sendo rara, mas podendo implicar em comportamento clínico mais agressivo, com a produção de metástase. A recidiva local é menor que 10% e a sobrevida global em 10 anos (após ressecção completa) é de 95%. A disseminação para linfonodos ao diagnóstico é rara (5 a 22%) e metástases também (<5%).
O tratamento consiste na ressecção cirúrgica total. Se há presença de linfonodos positivos, a dissecação dos linfonodos cervicais e radioterapia adjuvante pode ser empregada. A ressecção incompleta está associada em alguns casos a um comportamento localmente agressivo, com desfechos mais desfavoráveis, assim como tumores de grande tamanho (T3 ou T4). Pleomorfismo nuclear, atividade mitótica acentuada e presença de necrose estão associados a um pior prognóstico.
Inibidores de TRK estão sendo estudados para tumores com o rearranjo ETV6-NTRK3, mas sua eficácia ainda não foi estabelecida: casos de resposta inicial com resistência adquirida em doença localmente avançada foram relatados com essa modalidade de tratamento.